# Phausina guttipes
Phausina guttipes är en spindelart som beskrevs av Simon 1902. Phausina guttipes ingår i släktet Phausina och familjen hoppspindlar. Inga underarter finns listade i Catalogue of Life.